# Zé Luís (calciatore 1989)
Luís Pereira Vaz, meglio conosciuto come Zé Luís (28 maggio 1989), è un calciatore mozambicano, centrocampista del Liga Muçulmana.